# Zawada (Opole)
Pour les articles homonymes, voir Zawada.
Zawada est une localité polonaise de la voïvodie et du powiat d'Opole.